# Unruhen vom 6. Februar 1934

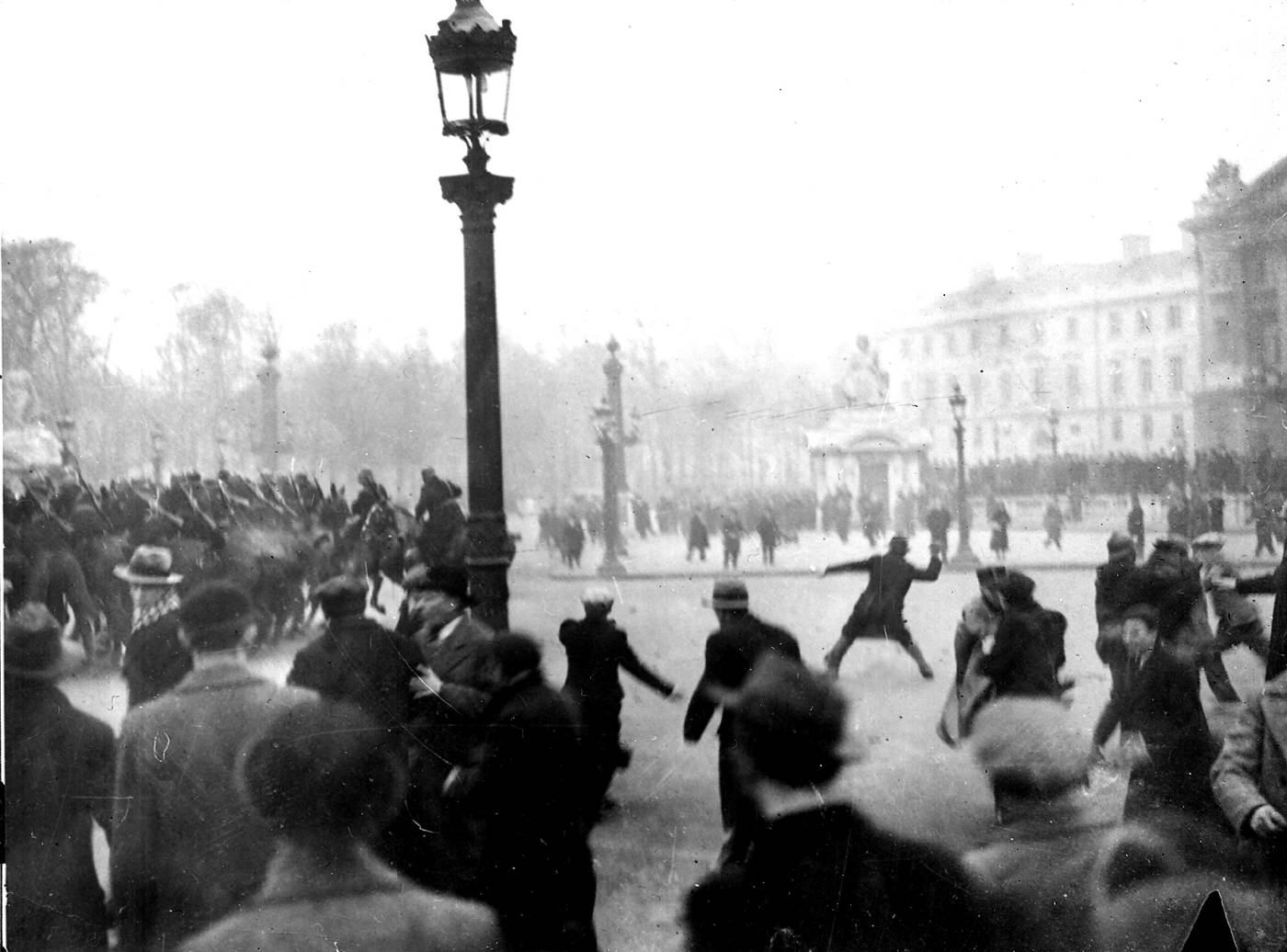
Polizeieinsatz auf der Place de la Concorde, 7. Februar 1934

Die Unruhen am 6. Februar 1934 fanden im Anschluss an eine regierungsfeindliche Großdemonstration in Paris statt. Bei Straßenschlachten gelang es Mitgliedern der rechtsradikalen Ligen beinahe, das Palais Bourbon zu stürmen, wo gerade die Abgeordnetenkammer tagte. Die Polizei setzte Schusswaffen ein, 15 Demonstranten wurden getötet, über 2000 verletzt. Auslöser der Unruhen waren eine Korruptionsaffäre und die damit im Zusammenhang stehende Entlassung des Pariser Polizeipräfekten. In der Folge trat die Linksregierung Édouard Daladiers zurück. Ihr folgte ein Kabinett der Union nationale unter dem Konservativen Gaston Doumergue, an dem die sozialistische Section française de l’Internationale ouvrière (SFIO) nicht mehr beteiligt war. Die Unruhen vom 6. Februar 1934 gelten als ein Krisenzeichen der Dritten Republik.

## Vorgeschichte

### Allgemeine Krisensymptome
1934 befand sich Frankreich in einer Krise. Das Land litt schwer unter der Weltwirtschaftskrise, die hier erst im Herbst 1931 eingesetzt hatte. Bruttoinlandsprodukt und Außenhandel gingen zurück, die Preise fielen aufgrund der anhaltenden Deflation, die Arbeitslosigkeit stieg (wenn auch im internationalen Vergleich weniger katastrophal als etwa in Deutschland und den USA: Erst 1935 waren in Frankreich über eine Million Menschen ohne Arbeit). Die Regierungen, die seit den Wahlen von Mai 1932 von der Linken unter Führung des Parti radical gestellt wurden, versuchten, trotz sinkender Steuereinnahmen und steigender Sozialausgaben ein Haushaltsdefizit zu vermeiden, und verschärften durch diese prozyklische Austeritätspolitik die Krise. Die erfolglosen Regierungen lösten einander in rascher Folge ab: Von Juni 1932 bis Februar 1934 wurde Frankreich von sechs verschiedenen linken Kabinetten regiert, die im Gegensatz zum späteren Front populaire nie eine stabile Mehrheit zustande brachten.
Außen- und finanzpolitische Umstände führten zu weiteren Schwierigkeiten. Im Juni 1932 hatte Frankreich, vertreten durch den Premierminister Édouard Herriot vom Parti républicain, radical et radical-socialiste, auf der Konferenz von Lausanne seinen Anspruch auf deutsche Reparationszahlungen aufgegeben. Das Land war aber nach wie vor verpflichtet, interalliierte Kriegsschulden an die Vereinigten Staaten zu zahlen, was es seit 1926 mit den Reparationseinnahmen leicht hatte tun können. Seit Dezember 1932 verweigerten die französischen Regierungen den Schuldendienst. Die französisch-amerikanischen Beziehungen waren empfindlich belastet – ausgerechnet in dem Moment, wo mit der Machtergreifung der Nationalsozialisten in Deutschland Frankreichs Sicherheit erneut bedroht war. Anzeichen hierfür waren Deutschlands Austritt aus der Genfer Abrüstungskonferenz und aus dem Völkerbund im Oktober 1933 und sein Nichtangriffspakt mit Polen vom Januar 1934, der den französisch-polnischen Beistandspakt von 1921 sicherheitspolitisch entwertete.

### Stavisky-Affäre

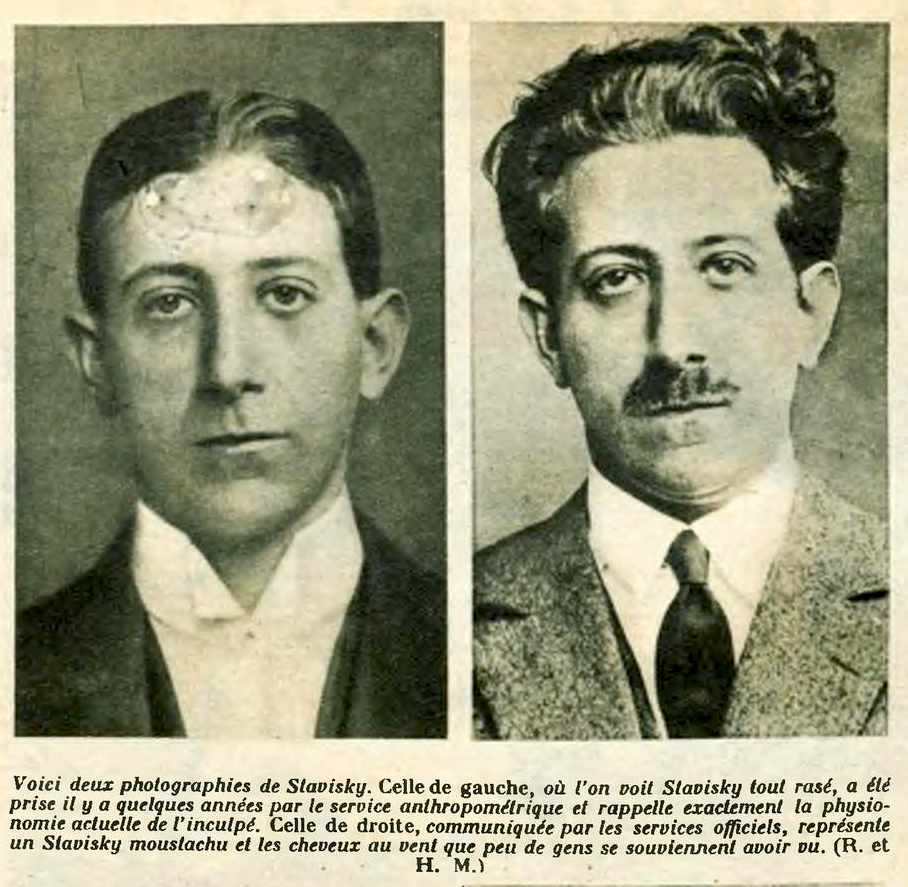
Alexandre Stavisky auf zwei Photos aus den 1920er Jahren

In dieser Situation trug ein großer Skandal dazu bei, das parlamentarische System der Dritten Republik weiter zu delegitimieren. Alexandre Stavisky, ein Betrüger jüdisch-ukrainischer Herkunft, dessen Familie 1898 nach Frankreich eingewandert war, hatte 1933 begonnen, in einem Schneeballsystem Kassenanweisungen der von ihm gegründeten Bank Crédit municipal de Bayonne auszugeben. Der Schaden betrug 200 Millionen Franc; der radikalsozialistische Bürgermeister von Bayonne, Joseph Garat, wusste von dem Betrug; Pierre Darius, Herausgeber der radikalsozialistischen Lokalzeitung Midi, war beteiligt. Im Januar 1934 flog der Betrug auf, Garat wurde verhaftet. Stavisky selbst floh; er wurde am 9. Januar 1934 in Chamonix erschossen aufgefunden. Die Polizei stellte Suizid fest, was in der Öffentlichkeit auf verbreitete Skepsis stieß.
Der Skandal hatte sofort politische Auswirkungen. Der radikalsozialistische Kolonialminister Albert Dalimier trat noch am 9. Januar 1934 zurück, weil er Staviskys Kassenanweisungen als sichere Kapitalanlage empfohlen hatte. Gleichzeitig entstand ein Streit innerhalb der Pariser Börsenaufsicht, wer für die Zulassung der wertlosen Papiere verantwortlich wäre. Beschuldigt wurde unter anderem Georges Pressard, ein Schwager des radikalsozialistischen Ministerpräsidenten Camille Chautemps. Dadurch geriet auch dieser in den Ruf, Staviskys Betrug begünstigt zu haben.
Die Nähe Staviskys zu Politikern des Parti radical, die ihn jahrelang gedeckt haben sollten, wurde vor allem in rechten und rechtsradikalen Kreisen herausgestrichen. Dabei wurde immer wieder auf dessen jüdische Herkunft hingewiesen, was der Empörung ein antisemitisches Gepräge gab. Die Agitation ging von den Ligen aus, antiparlamentarischen Gruppierungen, die sich zum Teil am italienischen Faschismus orientierten, teils monarchistisch eingestellt waren. Genannt seien die Jeunesses patriotes des Champagner-Fabrikanten Pierre Taittinger (gegründet 1926), die Solidarité française des Parfum-Fabrikanten François Coty (gegründet 1933), der Mouvement Franciste (1933), die Croix de Feu (Feuerkreuzler) des Obersten François de La Rocque (gegründet 1926), das sich unpolitisch gebende Redressement français des Ölmagnaten Ernest Mercier (gegründet 1926) und die Camelots du roi, die 1908 gegründete Jugendorganisation der Action française. Im Januar 1934 riefen diese Organisationen wiederholt zu Demonstrationen gegen das ihres Erachtens korrupte parlamentarische Regime auf, bei denen Parolen wie „à bas les voleurs!“ („Nieder mit den Dieben!“) und „Les députés à la lanterne!“ („Abgeordnete an die Laterne!“) gerufen wurden. Die Demonstrationen fanden trotz polizeilichen Verbots statt, weshalb es auf den Grands Boulevards von Paris zu ersten gewalttätigen Zusammenstößen mit der Polizei kam. Dabei wurden 32 Polizisten verletzt, 1.520 Demonstranten wurden vorläufig festgenommen.

Édouard Daladier. Aufnahme aus dem Jahr 1924

Inzwischen erschienen in bürgerlichen Zeitungen, namentlich im auflagenstarken Paris-Soir, Artikel über echte oder angebliche Verwicklungen von Regierungspolitikern in den Skandal. Auch Persönlichkeiten der gemäßigten Rechten beteiligten sich an dieser Agitation, etwa die Kammerabgeordneten André Tardieu von der rechtsliberalen Alliance démocratique (AD) sowie Philippe Henriot und Jean Ybarnégaray von der nationalistischen Fédération républicaine. Es gelang ihnen aber nicht, die Einsetzung eines Untersuchungsausschusses zu erzwingen, da die stabile linke Mehrheit aus SFIO, Parti radical und ihren Verbündeten geschlossen dagegen stimmte. Dass Chautemps schließlich am 27. Januar zurücktrat, lag nicht nur an der rechten Agitation, sondern an einem anderen Skandal, in den sein Justizminister Eugène Raynaldy verwickelt war.

### Die Entlassung Chiappes

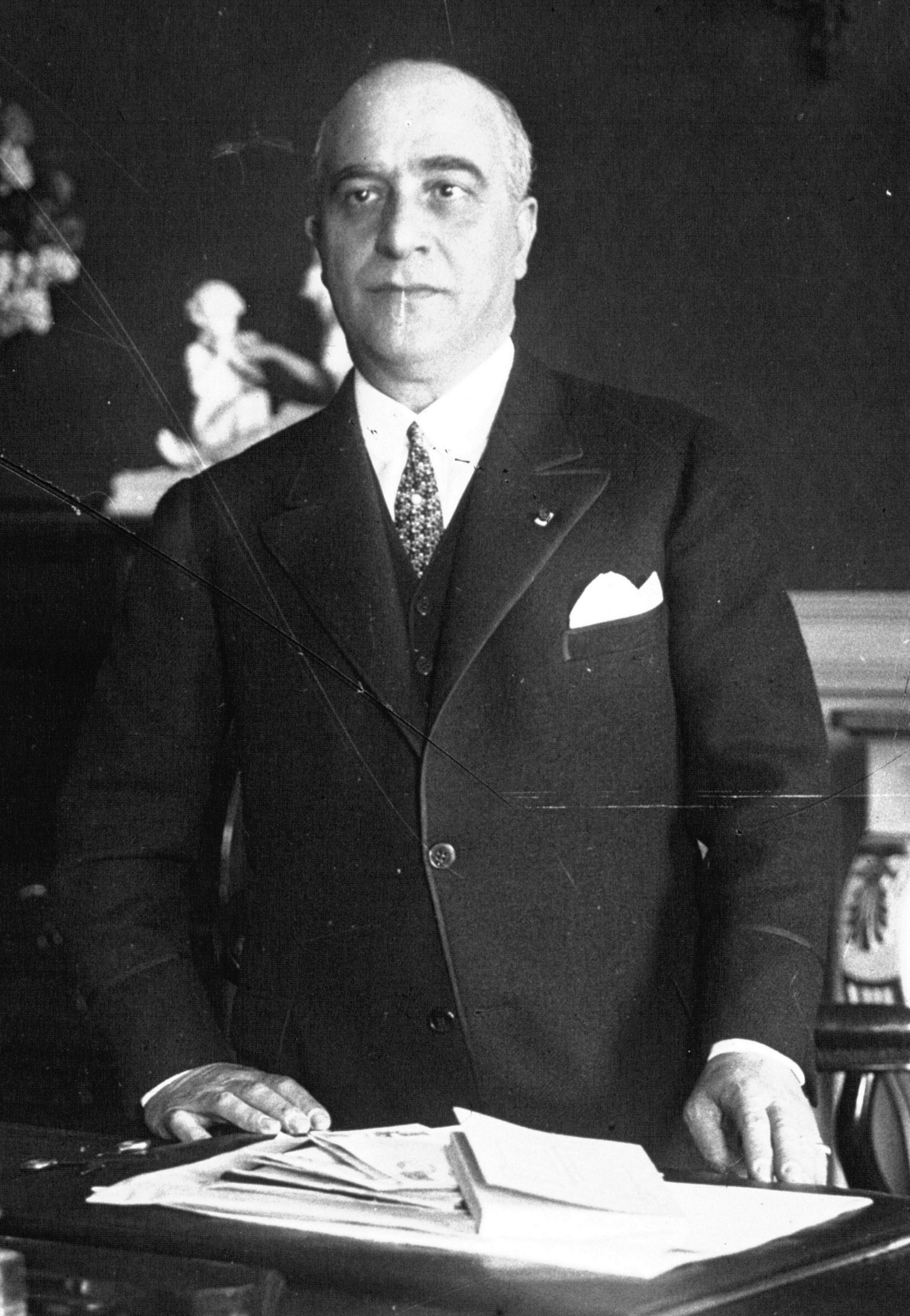
Jean Chiappe. Aufnahme aus dem Jahr 1927

Chautemps’ Nachfolger im Amt des Ministerpräsidenten, der Radikalsozialist Édouard Daladier, stellte am 30. Januar sein Kabinett zusammen, in dem auch zwei Minister der AD vertreten waren. Um die Unterstützung der Sozialisten zu behalten, entließ er am 3. Februar den Polizeipräfekten von Paris Jean Chiappe. Dieser war seit 1927 im Amt und stand in dem Ruf, gegen Linksradikale ungleich härter vorzugehen als gegen die rechtsradikalen Ligen, mit denen er sympathisiere. Daher galt er der gesamten französischen Linken als „Bête noire“, also als Reizfigur. Obendrein hieß es, er habe Material, das Stavisky weiter belastete, absichtlich nicht weitergegeben.
Immerhin hatte er am 4. Februar eine weitere Massendemonstration der Union Nationale des Combattants, eines Veteranenverbands, erfolgreich unterbunden. Daladier bot ihm den Posten eines Residenten in Marokko an, den Chiappe aber ablehnte. Im Streit um Chiappes Entlassung traten die beiden Minister der AD zurück, das Conseil Municipal von Paris, der von Anhängern der Ligen dominierte Gemeinderat, protestierte am 5. Februar scharf gegen die „Enthauptung“ der Stadt und des Département Seine-et-Marne. Gleichzeitig erließ es einen Aufruf an die Pariser, in dem es hieß: „In Verachtung der Interessen der Ordnung und des Friedens von Paris hat die Politik eure Präfekten brutal geopfert“.
Gerüchte machten die Runde, die marxismusfreundliche Regierung plane, das Militär gegen die Stadt Paris einzusetzen, und bereite Attentate vor. Die Ligen riefen nun für den 6. Februar zu einer erneuten Großdemonstration vor dem Palais Bourbon auf, wo sich Daladier einer Vertrauensabstimmung stellte: Man wolle „kämpfen, um zu siegen oder zu sterben!!“ Auch ein kommunistischer Veteranenverband mobilisierte seine Mitglieder, gegen die Regierung und für eine Verhaftung Chiappes zu demonstrieren.

## Verlauf
Am Abend des 6. Februar marschierten 30.000 Mitglieder von Ligen und Veteranenverbänden, darunter zwanzig Gemeinderatsmitglieder, auf die Place de la Concorde zu und umzingelten das Palais Bourbon. Gegen 19 Uhr begann eine Straßenschlacht, als die Demonstranten versuchten, die Polizeikette auf dem Pont de la Concorde zu durchbrechen und das Parlament zu stürmen. Die Polizei machte von der Schusswaffe Gebrauch und setzte ihre Reiterstaffel ein, Demonstranten warfen Steine und schnitten mit Rasiermessern Polizeipferden die Beinsehnen durch. De La Rocque, der seine Croix de Feu von Süden durch den Faubourg Saint-Germain zum Parlament geführt hatte, gab keinen Angriffsbefehl, sonst wäre den Demonstranten gelungen, das Gebäude zu stürmen. Die Straßenschlacht dauerte etwa bis Mitternacht und kostete 15 Demonstranten das Leben, etwa 2000 wurden verletzt, zahlreiche Rädelsführer wurden festgenommen.
Die Kommentierung der Ereignisse durch die Presse am 7. Februar war durchweg negativ. Daladier und sein Kabinett wurden als „gouvernement d’assassins“ („Mörderregierung“) denunziert, „le gouvernement de M. Daladier a provoqué […] la guerre civile“ („die Regierung von Monsieur Daladier hat den Bürgerkrieg provoziert“). Obwohl er am Abend zuvor noch die Vertrauensabstimmung gewonnen hatte, trat Daladier am 7. Februar nach nur neun Tagen im Amt zurück.
Am 7. Februar setzten sich die Unruhen fort, als ein großes Polizeiaufgebot das Gebiet um die Place de la Concorde abriegelte und eine Ausgangssperre durchsetzte. Zahlreiche Demonstranten und Schaulustige wurden verletzt, es gab auch erneut Tote.

## Folgen
Staatspräsident Albert Lebrun beauftragte den siebzigjährigen Gaston Doumergue mit der Regierungsbildung. Er stellte ein Kabinett der Union nationale zusammen, das von den Radikalsozialisten bis zur Fédération républicaine reichte. Die SFIO unterstützte diese Regierung nicht mehr, das Linksbündnis, das 1932 die Mehrheit erlangt hatte, war gescheitert. Die Republik war wieder nach rechts gerückt – Dominique Borne und Henri Dubief deuten diese Machtverschiebung als späten Sieg Tardieus, der bei den Wahlen 1932 noch dem Radikalsozialisten Herriot unterlegen war.
Die Unruhen wurden verbreitet als faschistischer Putschversuch wahrgenommen, was sie nach neuerem Forschungsstand nicht waren: Dazu waren die Aktionen der einzelnen Ligen zu wenig koordiniert und ihre Ziele zu unklar gewesen. Insbesondere in der SFIO und im Parti communiste français (PCF) war diese Wahrnehmung aber weit verbreitet und führte dazu, dass beide Parteien stärker kooperierten. Die Initiative dazu ging von der SFIO aus und wurde von Generalsekretär Maurice Thorez zunächst mit Hinweis auf die als Sozialfaschismusthese der Komintern zurückgewiesen. Für den 12. Februar aber riefen SFIO, PCF, die ihr nahestehende Gewerkschaft CGTU und die Französische Liga für Menschenrechte zu einem Generalstreik zur Verteidigung der Republik auf, der friedlich verlief. Mit dem französisch-sowjetischen Beistandsvertrag vom Mai 1935 gab die Sowjetunion den Sozialfaschismus-Vorwurf ganz auf. Nun durfte die Kandidaten der PFC „défense républicaine“ üben, das heißt, sie verzichteten im zweiten Wahlgang zugunsten des SFIO-Bewerbers auf eine erneute Kandidatur, wenn dessen Wahl dadurch aussichtsreicher erschien. Dadurch wurde der Front populaire ermöglicht, der bei den Wahlen von 1936 die Mehrheit errang und mit Léon Blum den ersten sozialistischen Ministerpräsidenten Frankreichs wählte.
Eine weitere Konsequenz des „faschistischen Putschversuchs“ stellte für die PCF die eigene Wehrhaftmachung dar: Sie versuchte, eine schlagkräftige Parteitruppe aufzubauen, die „auto-défense des masses“ („Selbstverteidigung der Massen“), die aber keine 1000 Aktivisten rekrutierte. Obwohl die Parteileitung offiziell jeden Waffengebrauch verbot, wurden die Gebäude der Gewerkschaft CGTU und der Parteizeitung L’Humanité militärisch gesichert, die dort Arbeitenden bewaffneten sich mit Knüppeln, Maschinenpistolen und Flammenwerfern. Auf der anderen Seite fühlten sich die Ligen ebenso bedroht, vergrößerten ihre geheimen Waffenlager und bereiteten sich auf einen Angriff der Kommunisten vor. Die Jeunesses patriotes ernannten im März 1934 den Marschall Louis Hubert Lyautey, einen Kriegshelden des Rif-Kriegs, zu ihrem Oberbefehlshaber im Fall eines kommunistischen Aufstandes. Diese Notwehrmaßnahmen der französischen Extremisten gegen eine vermeintliche oder reale Bedrohung durch den jeweils anderen erreichten indes nie das Ausmaß der bürgerkriegsartigen Auseinandersetzungen, das sich wenige Jahre zuvor am Ende der Weimarer Republik gezeigt hatte.
Insgesamt gelten die Unruhen vom 6. Februar 1934 als ein Symptom der Krise der Dritten Republik. Sie zeigten die zunehmende Spaltung des politischen Systems zwischen rechts und links und einen Machtzuwachs der Extremisten auf beiden Seiten. Zugleich offenbarten sie auch die Schwäche der republiktreuen Mitte – erstmals hatte eine Regierung dem Druck der Republikgegner nachgeben müssen.